# Wilhelm Krückeberg

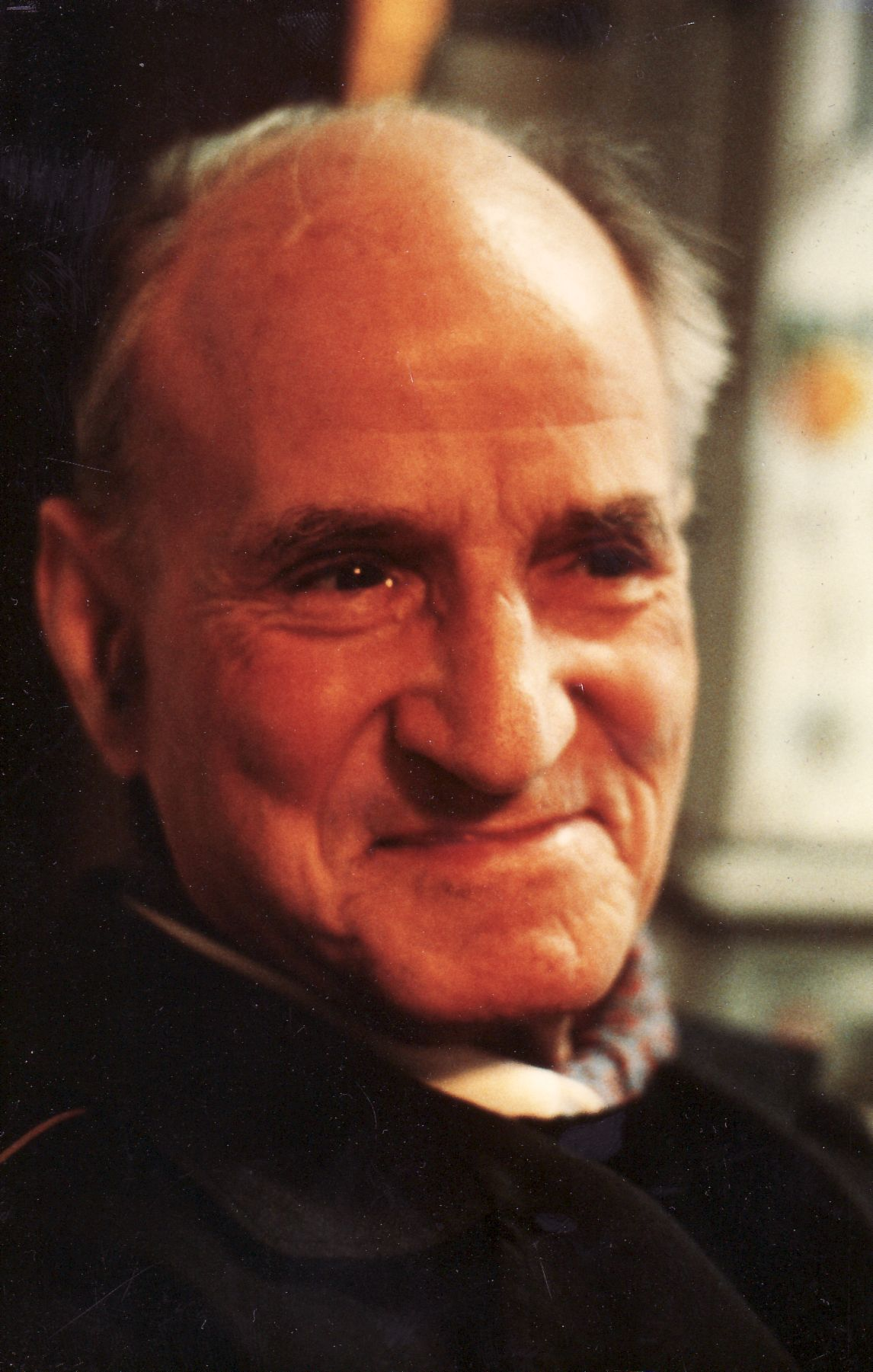
Wilhelm Krückeberg, kurz vor seinem Tod 1990

Wilhelm Friedrich Krückeberg (* 21. April 1914 in Mitterbach; † 5. September 1990 in Fulda) war ein deutscher lutherischer Theologe, Wegbereiter der Ökumene, Mitbegründer des Bundes für evangelisch-katholische Wiedervereinigung, in dem er seit 1968 hauptamtlich als Vermittler zwischen den Kirchenbehörden tätig war.

## Leben

### Jugend und Studium
Sein Vater, ein evangelischer Pfarrer aus Brandenburg, hatte in Mitterbach seine erste Pfarrstelle angetreten. Als Wilhelm Krückeberg acht Jahre alt war, zog die Familie nach Berlin, wo der Vater die Leitung des Diakonissen-Mutterhauses Bethanien übernahm, und später in die Gemeinde Grunow bei Frankfurt an der Oder. Hier machte Krückeberg 1933 das Abitur und entschloss sich zum Theologiestudium, welches er zunächst in Königsberg begann und an der Kirchlichen Hochschule Bethel fortsetzte. Darauf folgte er dem Theologen Karl Barth, der im Dritten Reich seinen Lehrstuhl an der Universität Bonn verloren hatte, nach Basel, wo er erstmals zu intensiverem Nachdenken über die Kirche in ihrem Gesamtgefüge angeregt wurde. Eine Vertiefung in dieser Richtung erfuhr er in Berlin durch Hans Asmussen und zudem durch die Kirchenkampfsituation des Dritten Reiches. Seit 1934 hielt sich Krückeberg zur Bekennenden Kirche, weshalb er 1937 vom Studium an der Universität Berlin ausgeschlossen wurde und in Erlangen weiterstudierte.
1938 legte er sein erstes theologisches Examen bei der Prüfungskommission der Bekennenden Kirche unter Leitung von Pfarrer Hans Asmussen und Superintendent Martin Albertz ab. Es folgte das Gemeindevikariat in Grunow/Niederlausitz und in Spremberg-Land.

### Erfahrungen in Krieg und Gefangenschaft

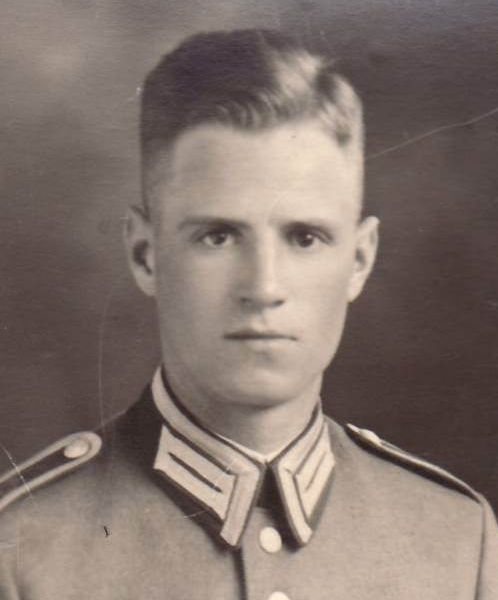
Wilhelm Krückeberg als junger Soldat

Von Kriegsbeginn an Soldat, kam Krückeberg als Feldwebel nach Polen, Frankreich, Jugoslawien und Russland. 1940 legte er während eines Fronturlaubes das zweite theologische Examen ab und wurde im gleichen Jahr in der St. Annen-Kirche zu Berlin-Dahlem in einem Fürbittengottesdienst für den im Konzentrationslager befindlichen Martin Niemöller, der Pfarrer dieser Gemeinde war, ordiniert.
Da seine jüngeren Brüder als aktive Offiziere zu Beginn des Krieges gefallen waren, beantragte sein Vater 1941 die Versetzung von der russischen Front zur Ersatztruppe. Als Krückeberg seine Truppe nicht verlassen wollte, überredete ihn sein Vorgesetzter mit den Worten: „Krückeberg, geh nach Hause, wir brauchen nach dem Krieg dringend Seelsorger in der Heimat!“ Da dies wahrscheinlich sein Leben rettete, sollte dieser Satz für Krückeberg ein Leben lang Aufforderung zu couragiertem, selbstlosem Handeln sein. Während seiner Tätigkeit als Ausbilder in Bad Freienwalde (Oder) heiratete er 1942 die Pfarrerstochter Flora Herlyn. 1943 zum Leutnant befördert, kam er in das italienische Frontgebiet, wo er zunächst in italienische, dann in amerikanische Gefangenschaft geriet.
Durch verschiedene Erlebnisse während der zweieinhalb Jahre dauernden Gefangenschaft in einem Lager in Crossville (Tennessee) bekam Krückeberg entscheidende geistliche Anstöße aus dem Katholizismus, und es war u. a. die Persönlichkeit Heinrich Kahlefelds, den er hier kennenlernte, die eine starke Sehnsucht nach Gemeinschaft mit der katholischen Kirche in ihm wachrief und sie auch grundsätzlich möglich erscheinen ließ.

### Gemeindearbeit und ökumenische Bewegung

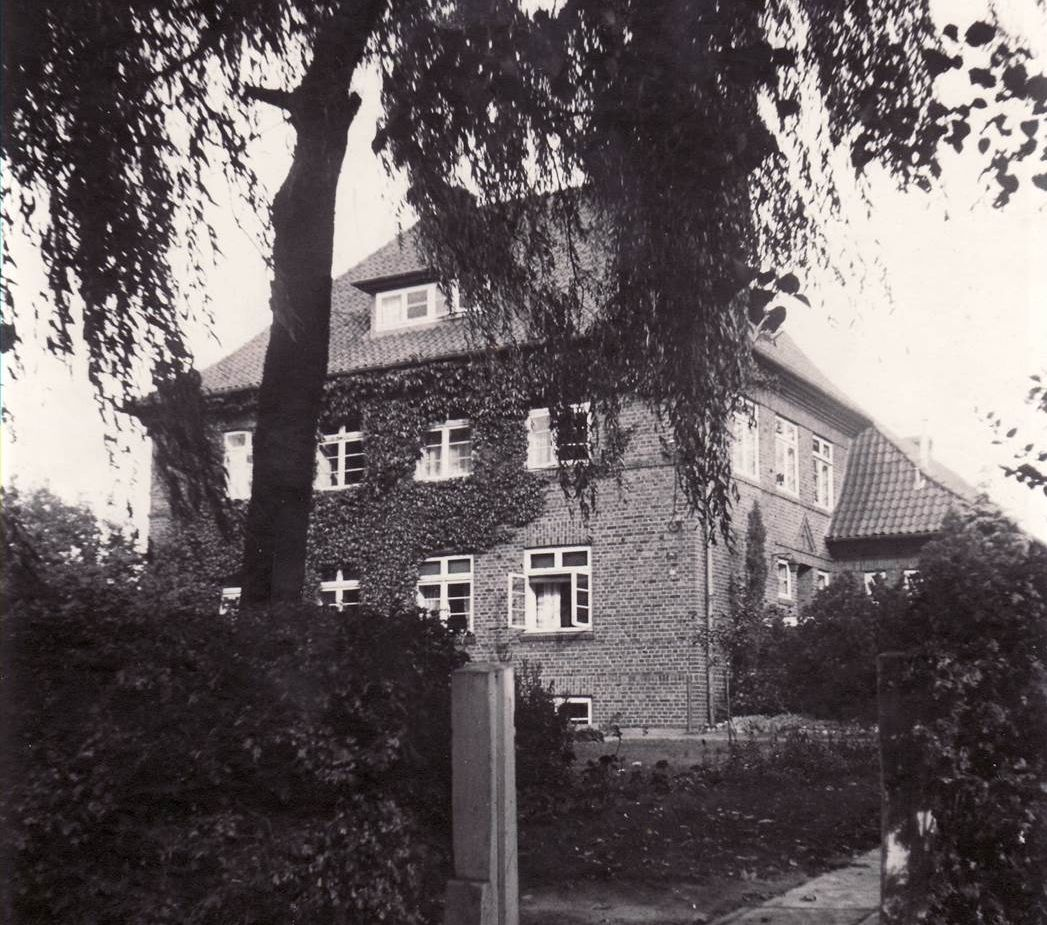
Das Pfarrhaus in Horneburg ca. 1965

1946 in Westdeutschland aus der Gefangenschaft entlassen, meldete er sich nach Zusammentreffen mit seiner Familie sofort bei seiner Heimatkirchenbehörde Berlin-Brandenburg und übernahm, ohne sich Erholung zu gönnen, sogleich die große Gemeinde Buckow (Märkische Schweiz). Nach drei Jahren Arbeit unter erschwerten kirchlichen Bedingungen in der sowjetischen Besatzungszone und kümmerlichster Versorgung mit Nahrungsmitteln zwangen ihn gesundheitliche Gründe zur Übersiedlung nach Westdeutschland, wo er die Pfarrstelle in Horneburg/Kreis Stade übernahm, die er 18 Jahre innehatte.
Krückeberg nahm das ihm übertragene geistliche Amt sehr ernst. In seiner Gemeindearbeit war ihm als Lutheraner die Sakramentenspendung als kirchliche Aufgabe äußerst wichtig, doch fühlte er gerade in der Zeit nach dem Zweiten Weltkrieg eine besondere Verantwortung für die Verkündigung des Evangeliums und seine Erfüllung in der Nächstenliebe. Er war unkompliziert im Helfen und Handeln und so fanden auch immer wieder Obdachlose, reisende Handwerksburschen, sozial verunsicherte Jugendliche oder in Bewährung befindliche Straftäter im Pfarrhaus Unterkunft, was seiner Frau und den sieben Kindern oftmals viel Verständnis und persönliche Einschränkung abverlangte.
In seiner seelsorgerlichen Arbeit spiegelte sich auch das ökumenische Anliegen. So bemühte er sich intensiv um die Probleme der Mischehen und -familien, und ganz besonders wichtig war ihm der Konfirmandenunterricht. Er gestaltete ihn mit großer Liebe und Offenheit für kritische Fragen systematisch als evangelisch-katholische Glaubensunterweisung und somit auch als Basis für die Ökumene. Das gottesdienstliche Leben wurde durch das Einbeziehen der Kinder in Familiengottesdiensten, die regelmäßige Durchführung von Abendmahlsgottesdiensten (früher nur zu hohen Festtagen) und das Feiern der Osternacht erneuert. Alles dies war zu seiner Zeit ungewöhnlich und gewagt und nicht ohne Widerspruch, erwies sich aber besonders deshalb als fruchtbar, weil Krückeberg als ein im evangelischen Christentum tief verwurzelter Mensch erkannt hatte, dass es keine wesentlichen Unterschiede im Glauben gab, und er daher die Ökumene in innerer Bekehrung im Herzen trug und sie lebte, sodass auch seine Gegner sie ihm abnehmen mussten.
Während seiner Amtszeit gab es mancherlei Berührungen mit katholischen Priestern und Laien, die Krückeberg auch bewusst herbeiführte, indem er z. B. die Abhaltung des katholischen Gottesdienstes im evangelischen Gemeindehaus erlaubte. Verschiedenste Bemühungen um einen ökumenischen Standort waren in Deutschland in der ersten Hälfte des 20. Jahrhunderts vorausgegangen, wie die Gründung der Hochkirchlichen Vereinigung Augsburgischen Bekenntnisses, die Una-Sancta-Bewegung, die Evangelische Michaelsbruderschaft und die Sammlung um Hans Asmussen, die in tiefer Überzeugung, die Trennung der Kirchen stehe im Widerspruch zum Neuen Testament und sei in diesem Sinne eine Sünde, um eine Verständigung warb und die Gemeinsamkeiten des Glaubens herausarbeitete, um die Trennung der Kirchen zu überwinden. Es spiegelt sich in all diesen Bemühungen ein Bedürfnis nach Spiritualität, die dem Protestantismus nach Meinung der Beteiligten abhandengekommen war und deren Mangel viele Menschen in der Zeit nach dem Krieg für den Machtgewinn des Nationalsozialismus verantwortlich machten. Seit der Mitte der fünfziger Jahre nahm die Sammlung Gespräche mit der katholischen Seite auf mit dem Ziel, den Kirchenleitungen Handhaben anzubieten, die später dem ökumenischen Bemühen des II. Vatikanischen Konzils sehr nützlich werden konnten. Auf dem Boden all dieser Vorbereitungen wurde 1960 von Pastor Max Lackmann, Direktor Gustav Huhn (Heimvolkshochschule Burg Fürsteneck) und dem Indologen Paul Hacker der Bund für evangelisch-katholische Wiedervereinigung (heute „Bund für evangelisch-katholische Einheit“) in Fürsteneck gegründet, dem Krückeberg von Anfang an angehörte. Ziel des Bundes war eine Vereinigung der evangelischen mit der katholischen Kirche. Ab 1960 versorgte die Viertel-Jahresschrift Bausteine alle wichtigen kirchlichen Behörden und Kirchenleitungen mit theologischen Aufsätzen zur Wiedervereinigung. Max Lackmann, der 1958 wegen „katholisierender Tendenzen“ aus dem evangelischen Pfarrdienst entlassen worden war, reiste zu Vorträgen über die Anliegen des Bundes auch nach Schweden, Dänemark, Österreich und die USA, und die sich bildenden interessierten Kreise im In- und Ausland entgingen auch der Aufmerksamkeit des Vatikans nicht.
Nach der großen Wende des Pontifikats Johannes XXIII. und des Zweiten Vatikanischen Konzils 1962–1965 erkannte Krückeberg für sich die Aufgabe, an der Herbeiführung der Gemeinschaft mit der katholischen Kirche mitzuwirken. Die katholische Kirche hatte weitreichende Reformen beschlossen, die dem Protestantismus sehr entgegenkamen, doch die Reaktion auf evangelischer Seite blieb verhalten. Deshalb war Krückeberg überzeugt, die Annäherung könne nur an der Basis erfolgen, und wollte sie innerhalb seiner Gemeindearbeit leisten, doch ein solches Vorhaben gestaltete sich ohne Rückhalt durch die Hannoversche Landeskirche sehr schwierig. Selbst ökumenische Gottesdienste waren zu dieser Zeit kaum durchzusetzen.
Zur Unterstützung der Gemeindepfarrer in ihrer schweren Arbeit und als Verbindungsglied zu den anderen evangelischen und katholischen Bruderschaften wurde 1964 als geistliche Gebetsgemeinschaft innerhalb des Bundes die Bruderschaft St. Jakobus gegründet. Die Mitglieder legen ein geistliches Gelöbnis ab, das dazu verpflichtet, das Christentum beispielhaft zu leben und sich je nach Kräften aktiv mit Gebet und Tat für den Dienst an der Einheit der Kirche gemäß den Zielen des „Bundes“ einzusetzen.
Seine „Unkompliziertheit im Helfen“ ließ Krückeberg zuweilen auch vorschnell und ohne Rückversicherung handeln. So meinte er 1966 dem Pfarrer seiner Nachbargemeinde zu Hilfe kommen zu müssen, in dessen in Renovierung befindlicher Kirche nach dem Willen des zuständigen Landeskonservators eine neogotische Christusfigur mit wallendem Gewand und Reichsapfel in der Hand wieder aufgestellt werden sollte, die mit den Erneuerungstendenzen der Gemeindearbeit nach den Erfahrungen des Zweiten Weltkrieges nicht vereinbar war, da sie den "Weltherrscher" und nicht den "Schmerzensmann" darstellte. In dieser Hinsicht waren sich beide Pfarrer einig. Krückeberg entfernte diese Figur kurzerhand und vernichtete sie, gab die Tat aber bereitwillig und nicht ohne Stolz zu. Das sich anschließende Disziplinarverfahren wegen Sachbeschädigung endete mit einem Verweis und dem Vorschlag zu einem Pfarrstellenwechsel, der nach 18 Jahren in Horneburg ohnehin anstand. Krückeberg bat jedoch um seine frühzeitige Entlassung in den Ruhestand, da er sich nun ganz der Arbeit des Bundes für evangelisch-katholische Wiedervereinigung widmen wollte, welche sich am Ende der 1960er Jahre in einer Phase befand, die durchaus Hoffnung auf Erfolg versprach und sehr umfangreich wurde, verbunden mit vielen Reisen zu den Kirchenleitungen auf evangelischer und katholischer Seite.

### Tätigkeit für die evangelisch-katholische Wiedervereinigung

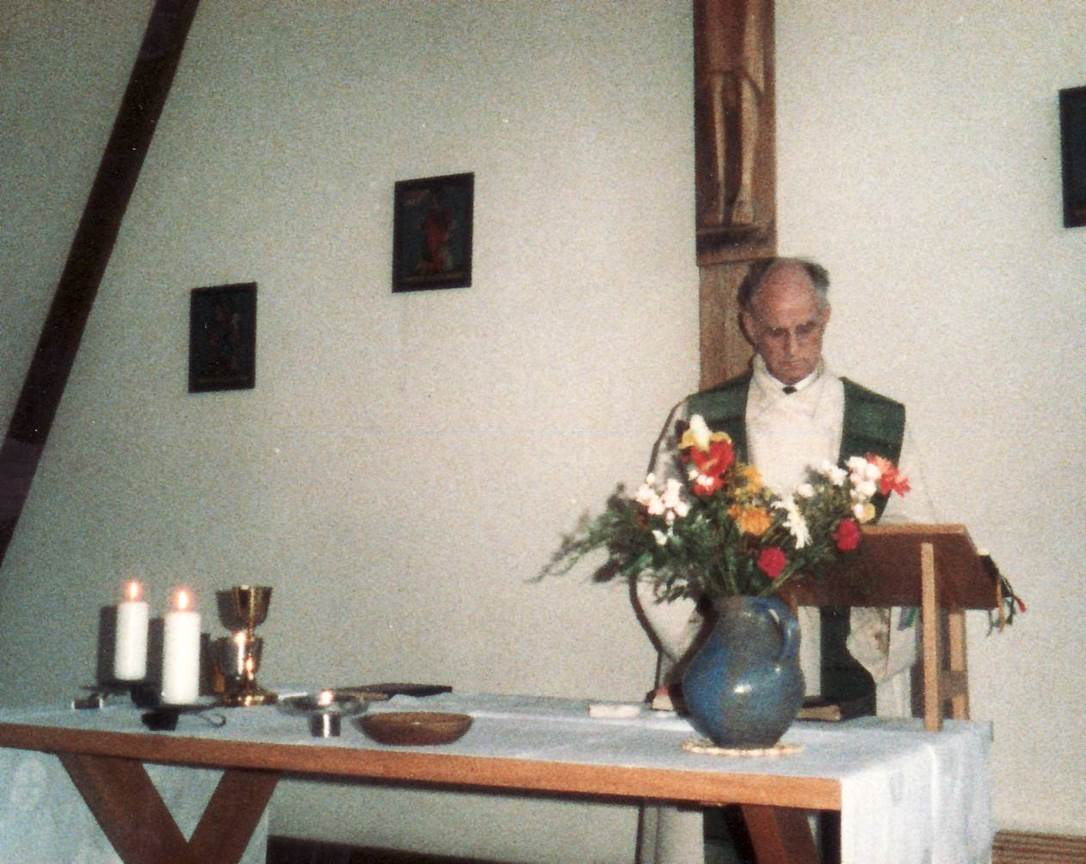
Wilhelm Krückeberg während einer evangelischen Messe im Hans-Asmussen-Haus

#### Die Kommission zur Untersuchung der Confessio Augustana
Auf Anregung von Kardinal Bengsch in Berlin und Kardinal Bea in Rom wurde zunächst in einer konfessionell-gemischten Kommission, der Krückeberg angehörte, das Augsburgische Bekenntnis (Confessio Augustana) von 1530, die verbindliche Bekenntnisschrift der Lutherischen Kirche, auf ihre gegenwärtige Gültigkeit im Hinblick auf eine Wiedervereinigung im Glauben theologisch untersucht. Insbesondere in den zentralen Fragen „Gott und Gottkindschaft“, „Gnadenmittel“ (Sakramente) und „Wesen und Gestalt der Kirche“ konnte eine Kongruenz von evangelischer und katholischer Glaubenslehre erarbeitet werden, die es „evangelischen Christen möglich macht, mit gutem Gewissen und in Treue gegenüber dem Glauben ihrer Väter die Gemeinschaft mit der katholischen Kirche einzugehen“. Das Ergebnis der Kommission wurde allen evangelischen Kirchenleitungen, allen katholischen Bischöfen und dem Einheitssekretariat in Rom übersandt. Als konkreter Schritt wurde der Ritus einer „evangelischen Messe“ erarbeitet, in der sich sowohl katholische als auch evangelische Christen wiedererkennen konnten.

#### Das Anstreben einer „Ergänzungsweihe“ und ihre Ablehnung von evangelischer Seite
1968 wurde die Geschäftsstelle des Bundes nach Gersfeld-Dalherda verlegt, wo 1973 ein altes Bauernhaus erworben werden konnte, das weitgehend in Eigenarbeit renoviert und auch als Begegnungsstätte mit Übernachtungsmöglichkeit für Gruppen ausgestaltet wurde. Es wurde 1977 als Hans-Asmussen-Haus eingeweiht. Ab 1968 wandte sich der Bund zunehmend dem gegenseitigen Amtsverständnis der Kirchen zu und erarbeitete eine Möglichkeit der „Ergänzungsweihe“ für evangelische Pfarrer durch einen katholischen Bischof. Dies sollte katholischen Christen die Möglichkeit geben, in einer evangelischen Messe am Abendmahl (Kommunion) teilzunehmen. Eine zunehmende Verflachung kirchlicher Autorität und eine uneinheitliche Einstellung zu Amt und Sakrament in den evangelischen Landeskirchen weckten zudem die Sehnsucht nach einer schrittweisen Eingliederung in die katholische Tradition. Ein Besuch im Einheitssekretariat in Rom bei Kardinal Johannes Willebrands bestärkte die Vertreter des Bundes in ihren Bemühungen.
Als Mitglied der Koordinierungsgruppe für Arbeiten an der kirchlichen Einheit, die aus 25 evangelischen und katholischen Theologen bestand, war Krückeberg maßgeblich an der Erstellung des Dokuments Auf dem Weg zur einen Kirche – ein Schritt zur Aufrichtung der Gemeinschaft in Amt und Sakrament beteiligt. Es erörtert die theologischen Grundlagen des kirchlichen Amtes und seine geschichtliche Entwicklung und Verfremdung bis zur Reformationszeit. Die gesellschaftlichen und klerikalen Schwierigkeiten, die sich einer Erneuerung des Amtes durch die Reformatoren entgegenstellten, werden aufgezeigt bis zum Wegfall apostolischer Autorität im evangelischen Pfarramt bzw. zur individuell unterschiedlichen Bedeutung, die der evangelischen Ordination seitens ihrer Träger beigemessen wird, und der damit verbundenen Weigerung der katholischen Kirche, katholische Priesterweihe und evangelische Ordination gleichzusetzen.
Das Dokument erarbeitet als Folgerung aus der Aufdeckung geschichtlicher Missverständnisse und auf dem Boden des II. Vatikanischen Konzils eine konkrete Möglichkeit der Amtseinordnung durch eine Professio fidei zunächst in Deutschland. 1970 wurde es von den Gutachtern Karl Lehmann (später Bischof von Mainz) und Joseph Ratzinger, damals Bischof von Regensburg, für theologisch richtig und praktisch durchführbar beurteilt. Es wurde 1973 den zuständigen Kirchenleitungen, dem Rat der Evangelischen Kirche in Deutschland (EKD) und den Landeskirchenleitungen, den Mitgliedern der Deutschen Bischofskonferenz und dem Einheitssekretariat in Rom vorgelegt. Hiermit verbunden waren für Krückeberg die persönlichen Kontakte mit den Verantwortlichen. Zusammen mit Pfarrer Peter Noeske und Gustav Huhn führte er mit großem Enthusiasmus in den siebziger Jahren die Gespräche mit allen deutschen katholischen und evangelischen Bischöfen über dieses Anliegen, glaubte er doch die „Einheit der Christen“ in erreichbarer Nähe.
Doch so nahe dieses Ziel zuzeiten schien, so verheißungsvoll viele Reaktionen besonders auf katholischer Seite zunächst auch waren, musste der Bund bald einsehen, dass die Zeit für einen solchen Schritt offensichtlich noch nicht reif war: Die „Ergänzungsweihe“ wurde vom Rat der EKD ohne theologische Begründung, aber mit der Androhung eines Lehrzuchtverfahrens für Anhänger der katholischen Lehre abgelehnt. Nach dem Pontifikatsantritt Johannes Paul II. wurde das Amtsproblem und dann auch die Wiedervereinigung zusehends von anderen Kirchenproblemen verdrängt und war schließlich bei den Kirchenleitungen kein Thema mehr. Mit der Berufung Joseph Kardinal Ratzingers zum 1. Präfekten der Glaubenskongregation verhärtete sich auch der katholische Standpunkt.
Dies hatte zur Folge, dass manches Mitglied des „Bundes“ enttäuscht abwanderte, andere sich umso mehr getrieben fühlten, an der Arbeit festzuhalten.

### Rückzug
So besann sich Wilhelm Krückeberg wieder mehr auf seine seelsorgerlichen Aufgaben und widmete sich ganz der Basis der Ökumene. Mit Freude betreute er die über Deutschland verteilten Arbeitsgruppen und Gebetsgemeinschaften des Bundes, hielt Vorträge und Gottesdienste. Bewusst pflegte er die persönlichen Begegnungen und Gespräche über individuelle Glaubensprobleme.
Krückeberg formulierte seine Erfahrungen aus zwei Jahrzehnten Tätigkeit für die Einheit der Christen 1983:

„Es geschieht, was wir in Angriff genommen haben, in einem sehr weiten Raum, so dass wir nicht zu übersehen und abzuschätzen vermögen, was eigentlich im Laufe der Zeit dabei herausgekommen ist. Das erscheint mir durchaus gut so. Es bleibe einer anderen Beurteilung vorbehalten. Unserer Arbeit sind deutlich Grenzen gesetzt worden. Das Wachstum geschah keineswegs so, wie manche das vielleicht erhofft und auch für existenznotwendig erachtet haben. Aber ist es nicht gut, auch hier wahrzunehmen, dass Seine Wege nicht unsere Wege sind?
Wir haben gelernt, diese Grenzen als Wohltat und Hilfe anzusehen.
Innerhalb dieser Grenzen heißt es, sich eben auch dem scheinbar Geringen voll zuzuwenden.“

Wilhelm Krückeberg starb 1990 im Alter von 76 Jahren als Fußgänger bei einem Verkehrsunfall.

## Schriften
Als besondere Aufgabe betrachtete Krückeberg die Herausgabe der Vierteljahreszeitschrift Bausteine für die Einheit der Christen, die er in den Dienst der „evangelisch-katholischen Verständigung“ stellte und darin aufzeigte, dass der Bund für evangelisch-katholische Wiedervereinigung nun keine so großartige Zielsetzung mehr hatte, wie seine Bezeichnung es noch beinhaltete, sondern vielmehr bestrebt war, das evangelisch-katholische Gespräch zu vertiefen und auch aus anderen Kulturkreisen, wie der Ostkirche und dem Judentum, zu lernen und nicht nachzulassen im Bemühen um ein gemeinsames Vorankommen, um das immerhin Erreichte nicht in der Verflachung wieder preiszugeben.
Als leitender Redakteur der Bausteine für die Einheit der Christen verfasste Krückeberg sämtliche Geleitworte der Ausgaben 49/1973 bis 119/1990, außerdem Beiträge in den Ausgaben 35/1969, 39/1970/, 41/1971, bis 47/1972.